# The Divine Lady
The Divine Lady este un film american din 1929 realizat cu sunet Vitaphone, având coloană sonoră, efecte sonore și muzică sincronizate, dar fără dialog vorbit. O are în distribuție pe Corinne Griffith și prezintă povestea de dragoste dintre Horatio Nelson și Emma Hamilton. A inclus melodia tematică „Lady Divine“, cu versuri ale lui Richard Kountz și muzică compusă de Nathaniel Shilkret, care a devenit un hit popular în 1929 și a fost înregistrată de numeroși artiști, precum Shilkret, Frank Munn, Ben Selvin (Cavaliers), Smith Ballew, Adrian Schubert, Sam Lanin și Bob Haring.
Filmul a fost adaptat de Harry Carr, Forrest Halsey, Agnes Christine Johnston și Edwin Justus Mayer după romanul The Lady Divine: O poveste de dragoste dintre Nelson și Emma Hamilton al lui E. Barrington. A fost regizat de Frank Lloyd.
Filmul a câștigat Premiul Oscar pentru cel mai bun regizor și a fost nominalizat pentru cea mai bună actriță într-un rol principal (Corinne Griffith) și cea mai bună imagine. Este singurul film care a fost premiat pentru cel mai bun regizor fără sa fi primit o nominalizare pentru cel mai bun film (cu un an mai devreme, Two Arabian Knights a fost premiat pentru cel mai bun regizor al unei comedii fără a fi nominalizat pentru cea mai bună imagine).

## Prezentare
La sfârșitul secolului al XVIII-lea, Lady Hamilton a avut o relație relativ turbulentă cu poporul britanic, în special cu aristocrația. Născută Emma Hart și având un istoric foarte umil (ea fiind fiica unui bucătar), era văzută ca fiind vulgară de către bogați, dar la fel de captivantă pentru frumusețea ei. Pentru a-și proteja moștenirea, onorabilul Charles Greville, iubitul ei de atunci și angajatorul mamei sale, a trimis-o pe Emma la Napoli sub pretexte false pentru a trăi împreună cu unchiul său, Sir William Hamilton, unde va studia să devină o doamnă. În mod surprinzător, pentru Greville, a cărei înșelăciune Emma o va descoperi în cele din urmă, aceasta a ajuns să devină soția lui Hamilton în urma unei căsătorii de conveniență. Dar cea mai mare problemă este relația pe care Emma o va avea cu Horatio Nelson din marina britanică. Cu ajutorul lui Lady Hamilton armata lui Nelson reușește să învingă flota lui Napoleon în bătălii navale, pe care Nelson le-ar fi pierdut în cele din urmă dacă nu ar fi existat ajutorul lui Lady Hamilton. Dincolo de pericolele războiului, relația dintre Lady Hamilton și Nelson este în cele din urmă amenințată de opinia publică, ambii fiind căsătoriți cu alte persoane.

## Distribuție
- Corinne Griffith în rolul Emma Hart
- Victor Varconi în rolul Horatio Nelson
- H. B. Warner în rolul Sir William Hamilton
- Ian Keith în rolul Charles Greville
- Marie Dressler în rolul doamnei Hart
- Montagu Love în rolul căpitanului Hardy
- William Conklin în rolul Romney
- Dorothy Cumming în rolul reginei Maria Carolina
- Michael Vavitch în rolul regelui Ferdinand
- Evelyn Hall în rolul ducesei de Devonshire
- Helen Jerome Eddy în rolul Lady Nelson